# グループ5
グループ5（-サンク、仏語Le Groupe 5）は、かつて存在したスイスの映画製作会社である。アラン・タネール、クロード・ゴレッタを中心とした、ジュネーヴの当時の若手映画監督5人によって1968年に設立され、「ヌーヴォー・シネマ・スイス」の中核となった。

## 来歴・概要

### 前史
ジュネーヴ大学時代に知り合い、シネクラブを結成し、上映活動をしていたアラン・タネールとクロード・ゴレッタは、1955年、イギリス・ロンドンに渡り、英国映画協会でタネールはアーカイヴ関係の仕事をし、ゴレッタは講座に通っていた。
ふたりは、1956年2月5日イギリス国立映画劇場の歴史的上映に始まった、リンゼイ・アンダーソン監督らによる「フリー・シネマ」運動を目の当たりにした。アンダーソン監督らがそうであったように、同協会の実験映画製作ファンドから資金を得て、翌1957年、28歳のタネールとゴレッタは、ロンドンのピカデリーサーカスのナイトライフを描いた17分のドキュメンタリー短篇映画を共同で脚本を書き、共同監督する。それが『ピカデリーの夜 Nice Time』であり、熱狂によって受け入れられ、同年のヴェネツィア国際映画祭で実験映画賞を受賞、世界的に名を知られるところとなる。
翌1958年ゴレッタはジュネーヴに戻り、テレヴィジオン・スイス・ロマンド（TSR）で仕事を始め、ドキュメンタリー番組のプロデューサーとなる。タネールもフランス・パリで、同時期に起きていたヌーヴェルヴァーグの重要人物たちやシネマテーク・フランセーズ館長のアンリ・ラングロワと交流をしたのち、ジュネーヴに戻って、1960年から同局でドキュメンタリー番組の演出を始める。
ゴレッタとタネールが仕事を始めた当時の同局には、彼らとおなじ1929年生まれのジャン＝ジャック・ラグランジュがいた。ラグランジュは大学卒業後、24歳で1953年ラジオ・ジュネーヴに入局、1954年11月1日のテレヴィジオン・スイス・ロマンド開局準備に関わっていた男だ。すでに演出家として、開局以来、多くの番組を手がけていた。
1932年にジュネーヴに生まれ、同地とパリの地下キャヴァレーで作家兼作曲家兼通訳をしていた器用な男がいた。1961年に同局の演出部に入り、演出助手となった。プロデューサーの仕事の傍ら短篇映画を撮り続けるゴレッタと出逢い、1963年、ゴレッタ監督の短篇映画『Un dimanche de mai（五月のとある日曜日）』にゴレッタと共同で脚本を書く。翌1964年には同局でも演出家として一本立ちすることになり、1966年、34歳のときに『La Lune avec les dents（歯の生えた月）』で長篇映画デビュー、その後も長篇映画を連打する。それが彼、ミシェル・ステーであった。
同局が開局した1954年に、わずか16歳で入局した少年がいた。それがジャン＝ルイ・ロワで、撮影の仕事から映像編集部門を経て、1963年、25歳で同局の演出家となる。ロワは映画に意欲的で、1964年には短篇映画『Happy end（ハッピー・エンド）』を発表、1967年には、脚本家のガブリエル・アルーが製作し、フランスの人気シンガーセルジュ・ゲンスブールが楽曲提供して出演もしたスパイ映画『L'Inconnu de Shandigor（シャンディゴールの見知らぬ男）』で長篇劇映画監督としてデビューを飾る。同年5月の第20回カンヌ国際映画祭コンペティション部門に出品され、世界的に名を知られるところとなる。

### 結成 - 活動
アラン・タネールとクロード・ゴレッタが、ジュネーヴのフランス語圏向けテレビ局であるテレヴィジオン・スイス・ロマンドで出会った同い年のジャン＝ジャック・ラグランジュ、9歳若いジャン＝ルイ・ロワ、そしてミシェル・ステーと設立した映画の製作会社が、「グループ5」である。
「フリー・シネマ」の文脈からヴェネツィアで国際的評価を得たタネールとゴレッタ、最年少ながらすでにカンヌでの評価を得たロワ、パリの空気を呼吸して帰ってきて、長篇を連打し始めたヴァイタリティあふれるステー、すでに局内で重鎮になりつつあったラグランジュ。さっそく準備を始めたのは、タネールの長篇第一作『どうなってもシャルル』である。ヴヴェ生まれの映画監督フランシス・ロイセール監督の長篇第一作『Vive la mort』で撮影監督としてデビューしたばかりのレナート・ベルタを起用、テレヴィジオン・スイス・ロマンドとスイス放送（SRG）の出資を得て完成、1969年、ロカルノ国際映画祭で最高の金豹賞を受賞した。
つづいて1970年、ゴレッタの長篇第一作『Le Fou』をテレヴィジオン・スイス・ロマンドとの共同製作で発表、スイス批評家連盟賞。ステーの長篇四作目はアラダ・フィルムとの共同で『James ou pas（ジェームズか否か）』を製作、1970年第23回カンヌ国際映画祭パラレルセクションに出品。同年、ロワの長篇第二作『Black Out』も同局ほかの出資を受けて製作、翌1971年の第20回ベルリン国際映画祭コンペティション部門に出品された。
1971年、ラグランジュが脱退、1942年ローザンヌ生まれ、29歳のイヴ・イェルサンが加入。
1972年、ステー監督の『Les Arpenteurs（測量師）』をテレヴィジオン・スイス・ロマンドと共同で製作、同年の第25回カンヌ国際映画祭コンペティション部門で上映される。コンペティションの審査員にはタネールがいる、という事態が起きる。同年、タネール監督の『アフリカからの帰還』を製作、翌1973年、第23回ベルリン国際映画祭ニューシネマフォーラム部門でインターフィルム賞およびOCIC賞を受賞する。
1973年、ゴレッタ監督の『招待』をシテール・フィルム、プランフィルムと共同製作、同年の第26回カンヌ国際映画祭で審査員賞を受賞した。
このあたりから、1972年からのロワの局内でのドキュメンタリーへの専念が始まり、ステーもテレビ映画やドキュメンタリー映画が増え、イェルサンもフリーのテレビ演出家としての仕事が多く、タネールの『サラマンドル』（1971年）やゴレッタの次回作にも外部のプロデューサーがつきはじめる。ステー作品の撮影監督であったシモン・エデルステインが、1973年には監督デビュー（『Les Vilaines manières』、製作イヴ・ガッセー）する。時代はわずか5年の間で確実に変わった。前述のようにタネールは1972年の第25回カンヌ国際映画祭の、ステーは1974年の第27回カンヌ国際映画祭の審査員をそれぞれつとめるにいたる。1978年にはゴレッタも第31回カンヌ国際映画祭の審査員をつとめるのだが、それはまたのちの話である。
まさにスイス映画の台風の目となり、国際的な快進撃をつづけた小さな製作会社「グループ5」はその役割を終えてゆくが、同世代のドイツ語圏のフレディ・ムーラー、ダニエル・シュミットらを含めた「ヌーヴォー・シネマ・スイス」は1970年代につづき、1979年には、おなじレマン湖畔に、ジャン＝リュック・ゴダール、アンヌ＝マリー・ミエヴィルを迎えることとなる。

## フィルモグラフィー
- どうなってもシャルル Charles mort ou vif (Charles, Dead or Alive)　1969年

監督・脚本・製作アラン・タネール
撮影レナート・ベルタ、録音助手リュック・イェルサン
出演フランソワ・シモン、マルセル・ロベール、フランシス・ロイセール、ジャン＝リュック・ビドー
共同製作スイス放送（SRG）、テレヴィジオン・スイス・ロマンド（TSR）
※アラン・タネール長篇第一作、ロカルノ国際映画祭金豹賞受賞
- Le Fou　1970年

監督・脚本クロード・ゴレッタ
撮影ジャン・ゼレール
主演フランソワ・シモン、カミーユ・フルニエ、ジャン＝リュック・ビドー
共同製作テレヴィジオン・スイス・ロマンド（TSR）
※クロード・ゴレッタ長篇第一作、スイス批評家連盟賞受賞
- Black Out（ブラック・アウト）　1971年

監督・脚本ジャン＝ルイ・ロワ
共同脚本パトリシア・モラーズ、撮影ロジェ・バンパージュ
主演リュシ・アヴネー、マルセル・メルミノ、マルセル・インホフ
共同製作コンドル・フィルム、パノラ・フィルム、テレヴィジオン・スイス・ロマンド（TSR）
※第20回ベルリン国際映画祭コンペティション部門出品
- James ou pas（ジェームズか否か） 1970年

監督・脚本ミシェル・ステー
撮影シモン・エデルステイン
出演アリエット・アリエル、ジャン＝リュック・ビドー
共同製作アラダ・フィルム
※第23回カンヌ国際映画祭パラレルセクション出品
- Les Arpenteurs（測量士） 1971年 - 1972年

監督・脚本ミシェル・ステー
プロデューサーイヴ・ガッセー、撮影シモン・エデルステイン
主演ジャン＝リュック・ビドー、ミシェル・カサーニュ、マリー・デュボワ
共同製作テレヴィジオン・スイス・ロマンド（TSR）
※第25回カンヌ国際映画祭コンペティション部門出品
- アフリカからの帰還 Le Retour d'Afrique　1973年

監督アラン・タネール
撮影レナート・ベルタ、録音リュック・イェルサン
出演ジョゼ・デストープ、フランソワ・マルトゥレ、ジュリエット・ベルト、アンヌ・ヴィアゼムスキー
共同製作フィルムアントロープ、N.E.F.（パリ）、テレヴィジオン・スイス・ロマンド（TSR）（仏スイス合作）
※第23回ベルリン国際映画祭ニューシネマフォーラム部門インターフィルム賞およびOCIC賞受賞
- 招待 L'Invitation　1973年

監督・脚本クロード・ゴレッタ
共同脚本ミシェル・ヴィアラ、撮影ジャン・ゼレール
主演ジャン＝リュック・ビドー、フランソワ・シモン、ミシェル・ロバン、リュシ・アヴネー
共同製作シテール・フィルム、プランフィルム
※第26回カンヌ国際映画祭審査員賞受賞